# Arabella nesidensis
Arabella nesidensis är en ringmaskart som först beskrevs av Delle Chiaje 1828.  Arabella nesidensis ingår i släktet Arabella och familjen Oenonidae. Inga underarter finns listade i Catalogue of Life.